# Lincoln (condado de Adams, Wisconsin)
Lincoln es un municipio del condado de Adams, Wisconsin, Estados Unidos. Tiene una población estimada, a mediados de 2023, de 332 habitantes.

## Geografía
Está ubicado en las coordenadas 43°56′40″N 89°38′33″O / 43.94444, -89.64250. Según la Oficina del Censo, tiene una superficie total de 93.5 km², de los cuales 93.4 km² corresponden a tierra firme y 0.1 km² están cubiertos de agua.

## Demografía
Según el censo de 2020, en ese momento había 320 personas residiendo en la zona. La densidad de población era de 3.4 hab./km². El 94.38% de los habitantes eran blancos, el 0.94% eran afroamericanos, el 0.63% eran amerindios, el 0.63% eran asiáticos, el 1.88% eran de otras razas y el 1.56% eran de una mezcla de razas. Del total de la población, el 2.50% eran hispanos o latinos de cualquier raza.